# Xã Armourdale, Quận Towner, Bắc Dakota
Xã Armourdale (tiếng Anh: Armourdale Township) là một xã thuộc quận Towner, tiểu bang Bắc Dakota, Hoa Kỳ. Năm 2010, dân số của xã này là 46 người.